# Rafflesia verrucosa
Rafflesia verrucosa este o specie de plante parazite din genul Rafflesia, familia Rafflesiaceae, ordinul Malpighiales, descrisă de Balete, Pelser, Nickrent și Barcelona. Conform Catalogue of Life specia Rafflesia verrucosa nu are subspecii cunoscute.